# Quai Jean-Compagnon
Le quai Jean-Compagnon est un quai de la Seine se trouvant à Ivry-sur-Seine, dans le Val-de-Marne. Il suit la route departementale 19A.

## Situation et accès

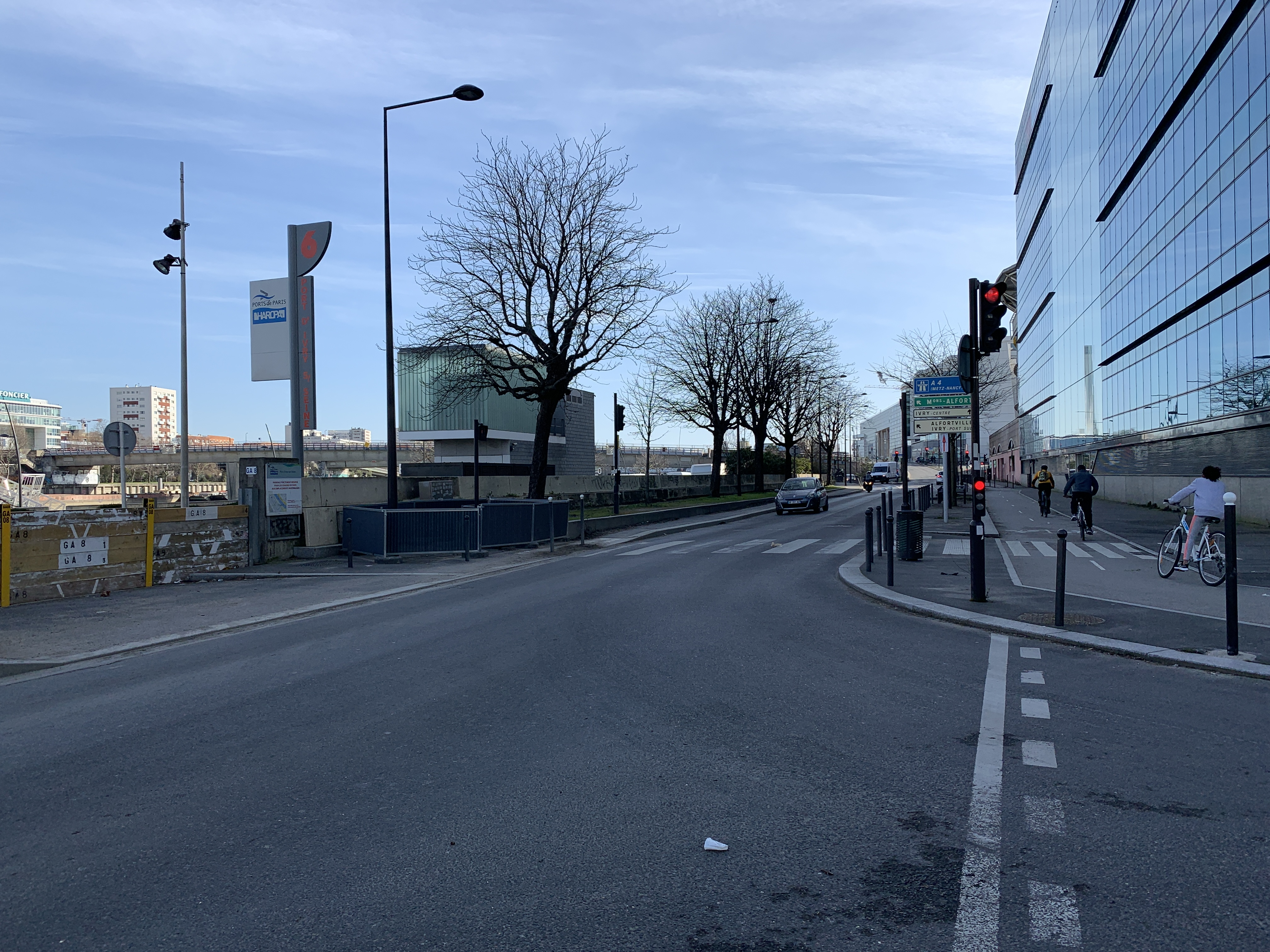
Autre vue du quai.

Commençant son tracé dans l'alignement du quai Marcel-Boyer, il rencontre notamment la rue Westermeyer et la rue Lénine, puis termine son tracé au pont Nelson-Mandela sud.

## Origine du nom

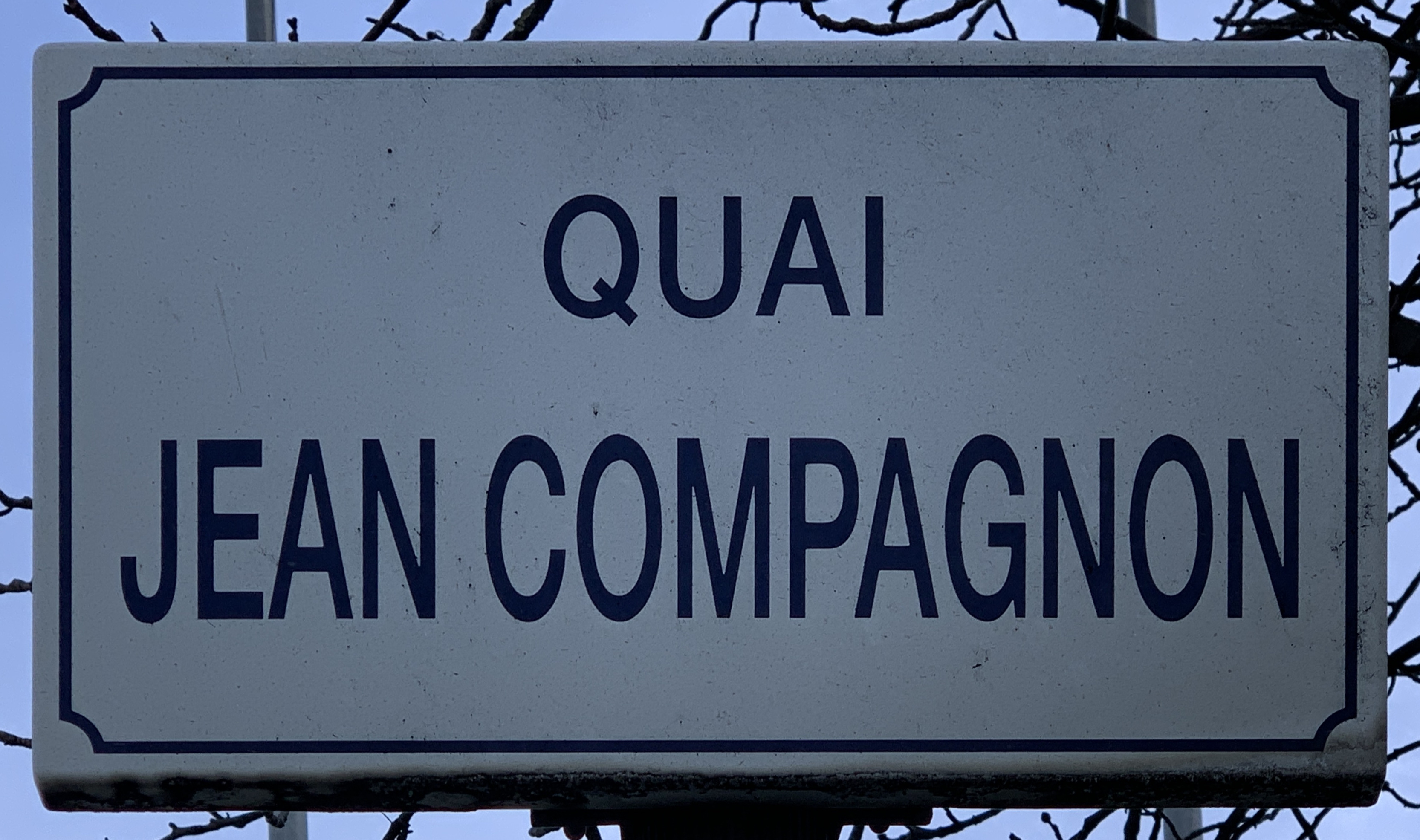
Plaque Quai Jean Compagnon.

À la suite de la délibération du conseil municipal d’Ivry-sur-Seine au 27 juillet 1945, ce quai a été nommé en hommage à Jean Compagnon, typographe, membre du triangle de direction des Jeunesses communistes dans la clandestinité, puis fusillé comme otage le 11 août 1942 au Mont-Valérien.

## Historique
Le 30 janvier 1918, pendant les bombardements de Paris et de sa banlieue durant la Première Guerre mondiale, le no 62 est la cible de raid d'avions.
Un épisode de l'émission télévisée L'addition s'il vous plaît y est tourné en 2016.

## Bâtiments remarquables et lieux de mémoire
- Sculpture Balcon (pour longtemps regarder), Claire-Jeanne Jézéquel (2006).
- Port d'Ivry-sur-Seine[2].
- Centre commercial Quais d'Ivry.
- De nombreuses péniches destinées à des activités festives y sont amarrées. On y pratique notamment le Kizomba[3].
- Centre d'affaires Cap de Seine, construit en 2004[4].